# Tsukemen
Lo tsukemen (つけ麺?) è un piatto di ramen tipico della cucina giapponese. Consiste in noodle che vengono mangiati dopo che sono stati inzuppati in una ciotola di zuppa o di brodo. Il piatto fu inventato nel 1961 da Kazuo Yamagishi, un ristoratore di Tokyo, e diventò un piatto molto popolare nella città e in tutto il Giappone. Negli Stati Uniti, lo tsukemen è popolare a Los Angeles, ma è ancora relativamente poco conosciuto nelle altre città.
Come tipi di noodle che vengono inzuppati si usano la soba o l'udon. Tipicamente, i noodle vengono serviti freddi, mentre la zuppa, che serve per inumidire e insaporire la pasta, è calda. Talvolta la pasta è a temperatura ambiente. Il piatto con la pasta viene solitamente guarnito con altri ingredienti, come le alghe nori, il chashu (maiale a fette), la menma (germogli di bambù fermentati), il tamago e le uova sode.
La zuppa serve come intingolo, e di solito ha un sapore più intenso rispetto al brodo del ramen classico. Come zuppa può essere utilizzato il dashi. Alcuni ristoranti aggiungono acqua calda per diluire la zuppa al termine del pasto, rendendo il sapore meno forte e più gradevole.

## Storia
Lo tsukemen fu inventato nel 1961 da Kazuo Yamagishi (1935–2015), proprietario del ristorante Taishoken, noto ristorante di ramen a Tokyo, in Giappone. Nel 1961, Yamagishi aggiunse questo piatto al menu con il nome di "morisoba speciale", che consisteva di  "soba fredda con zuppa per inzupparla." Al tempo, costava 40 yen, e divenne molto popolare ai ristoranti Taishoken. Al 2015, in Giappone esistevano più di 100 ristoranti Taishoken.
Negli ultimi anni (dal 2000), lo tsukemen è diventato un piatto molto popolare in Giappone, ed esistono molti ristoranti che cucinano esclusivamente questo piatto.

## Galleria d'immagini

Varie tipologie di tsukemen
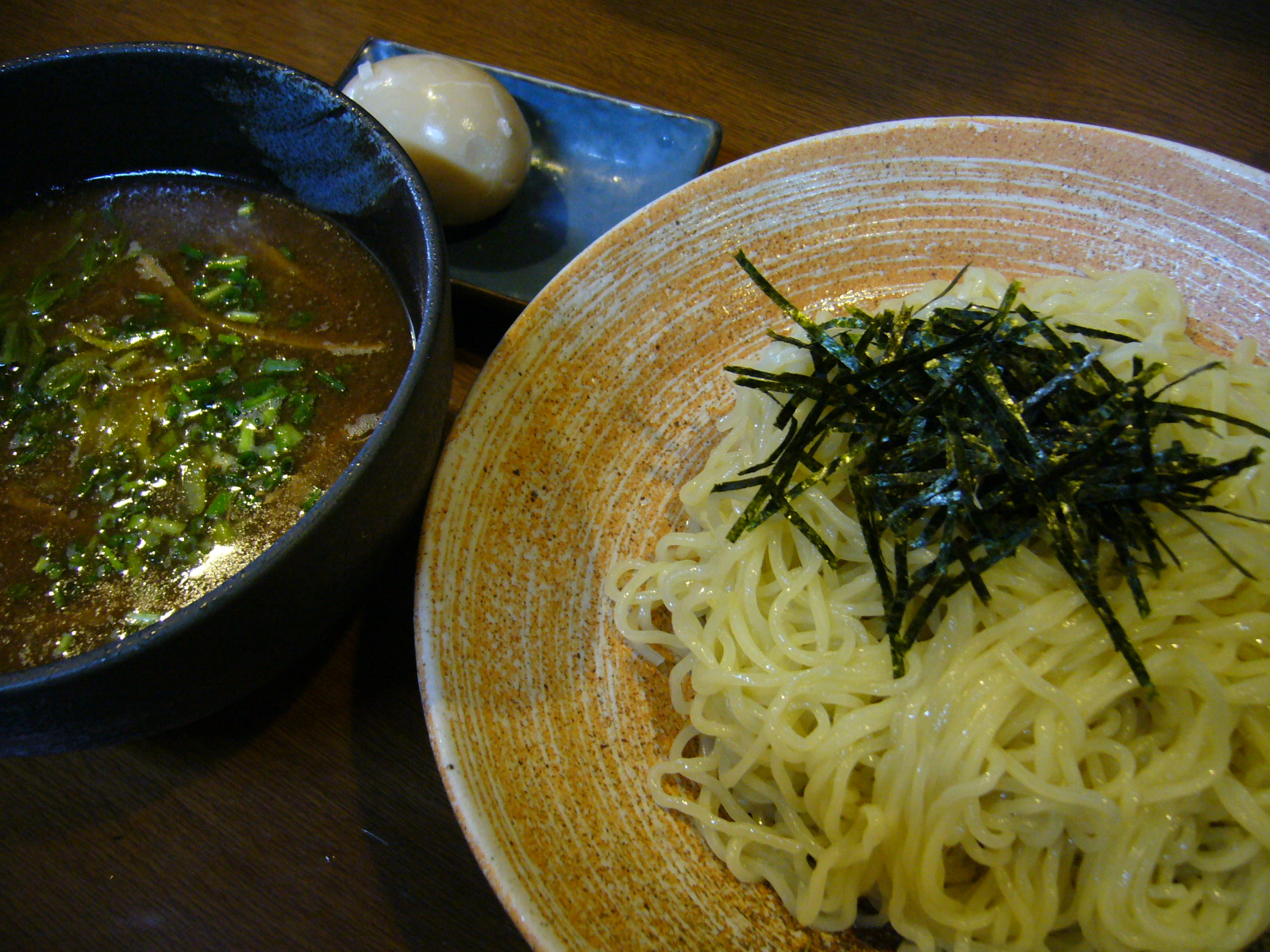
Tsukemen con pasta e alghe nori
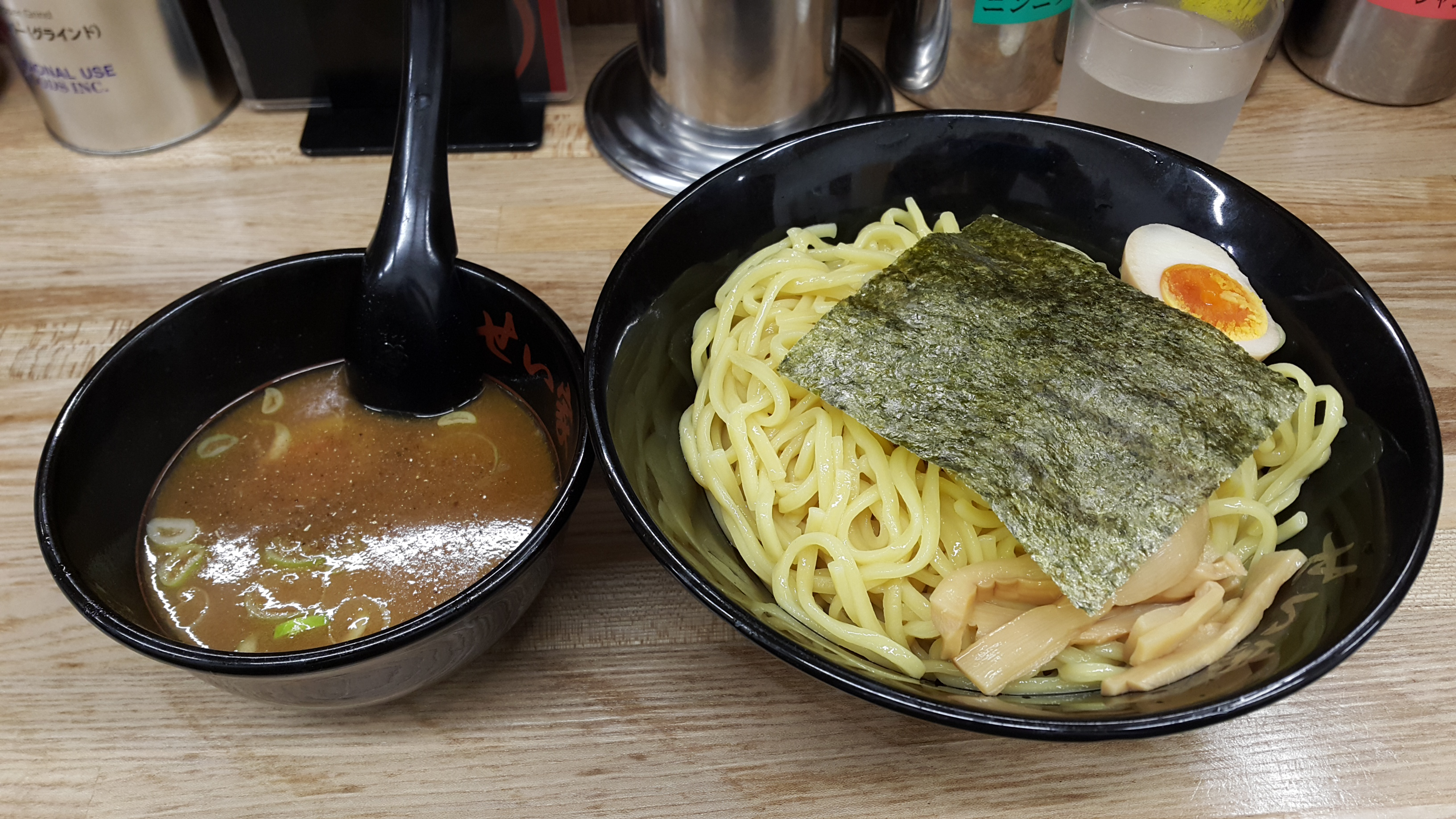
Tsukemen con un foglio di nori sopra i noodle
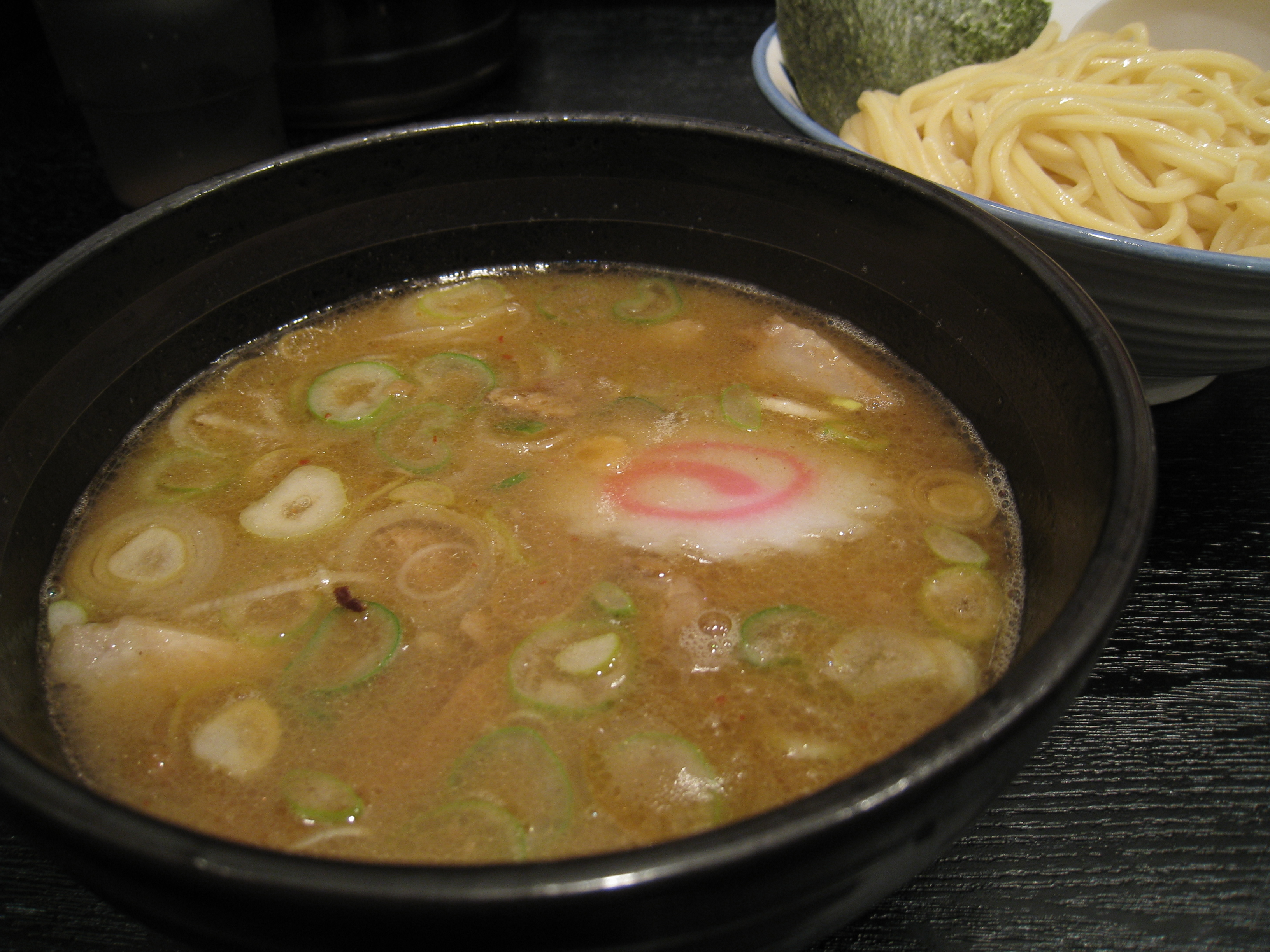
Primo piano di una zuppa per lo tsukemen
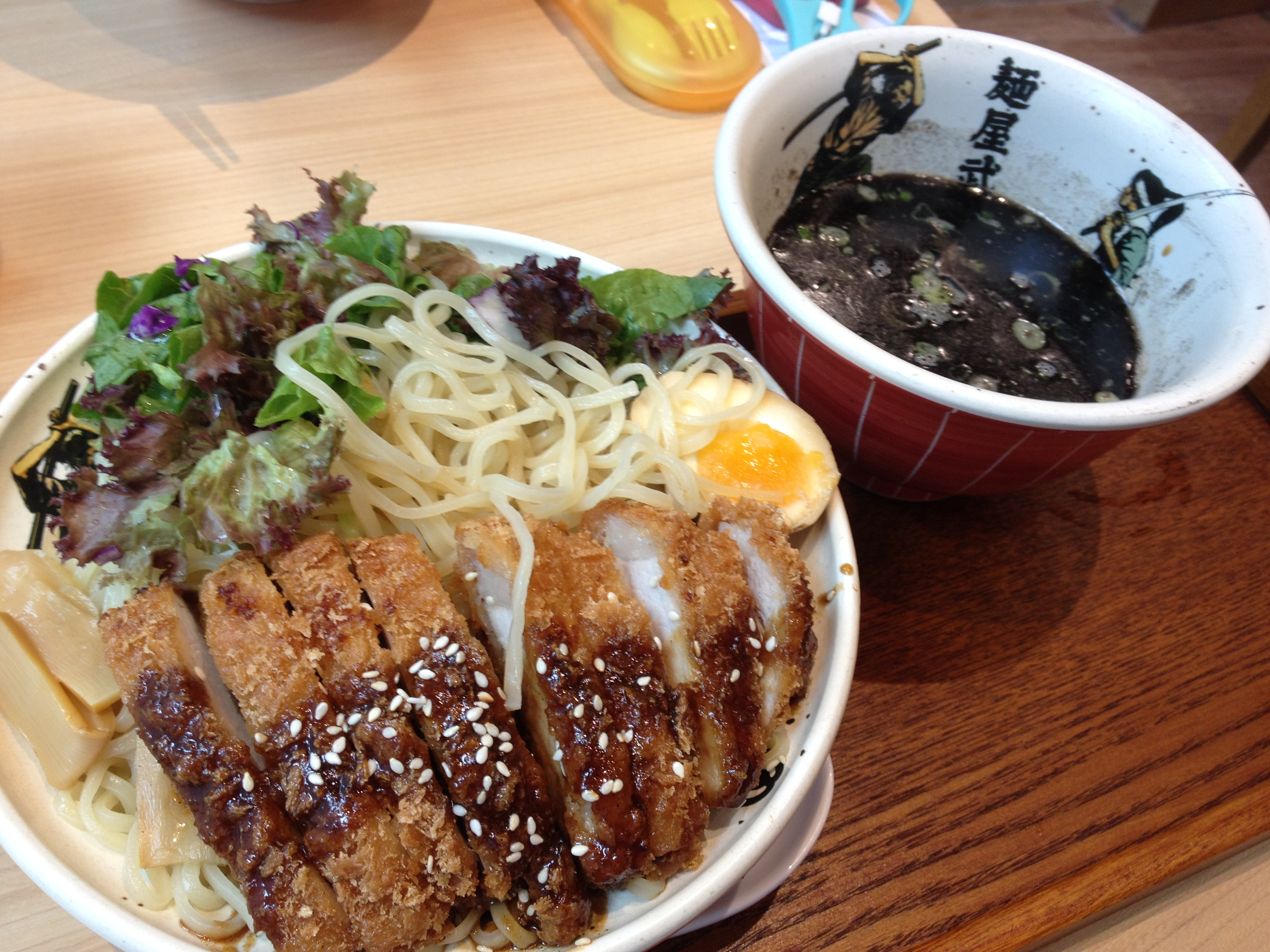
Tsukemen con maiale fritto, mezzo uovo sodo e verdura, a Singapore
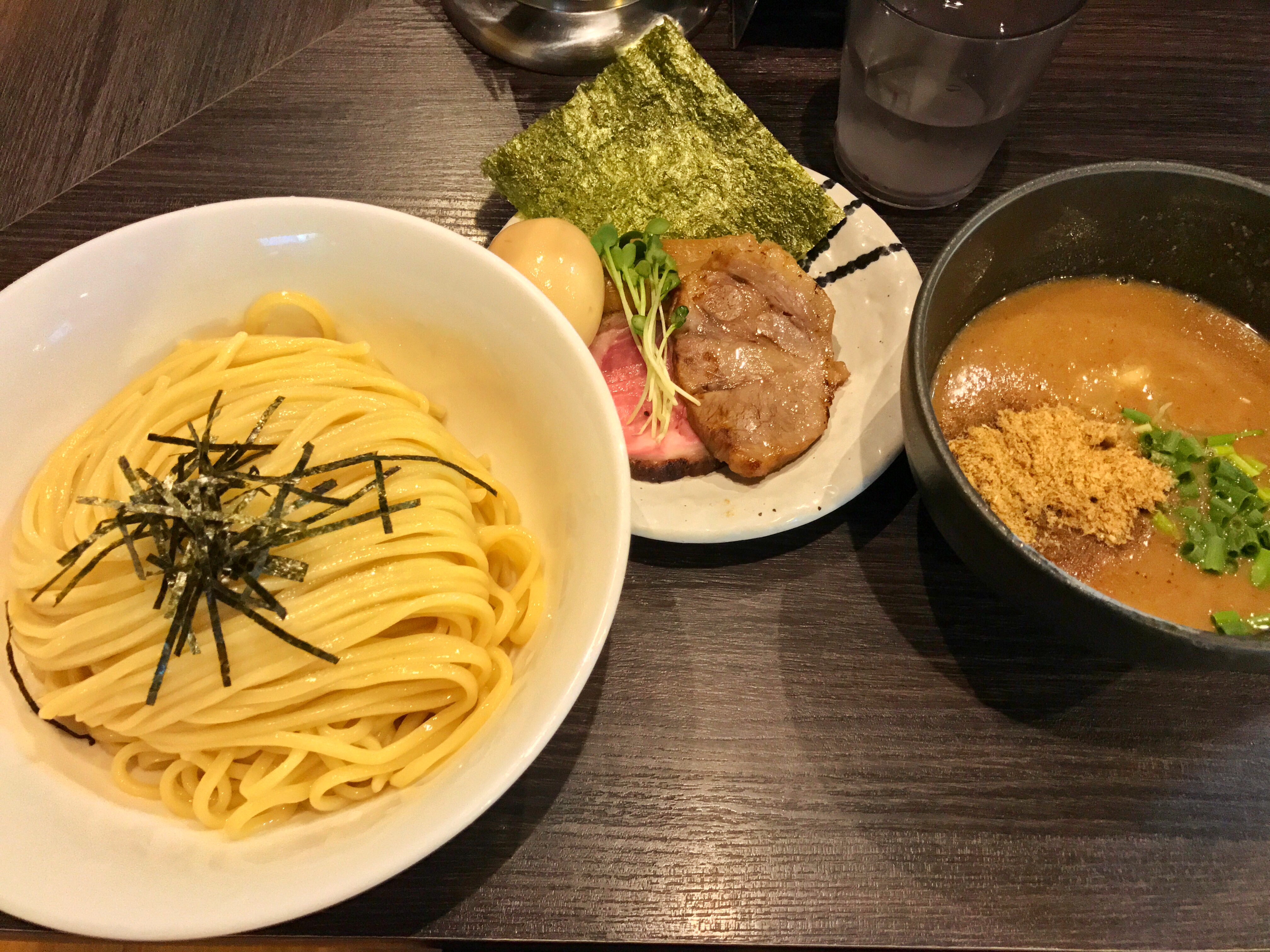
Tsukemen con altro cibo come contorno
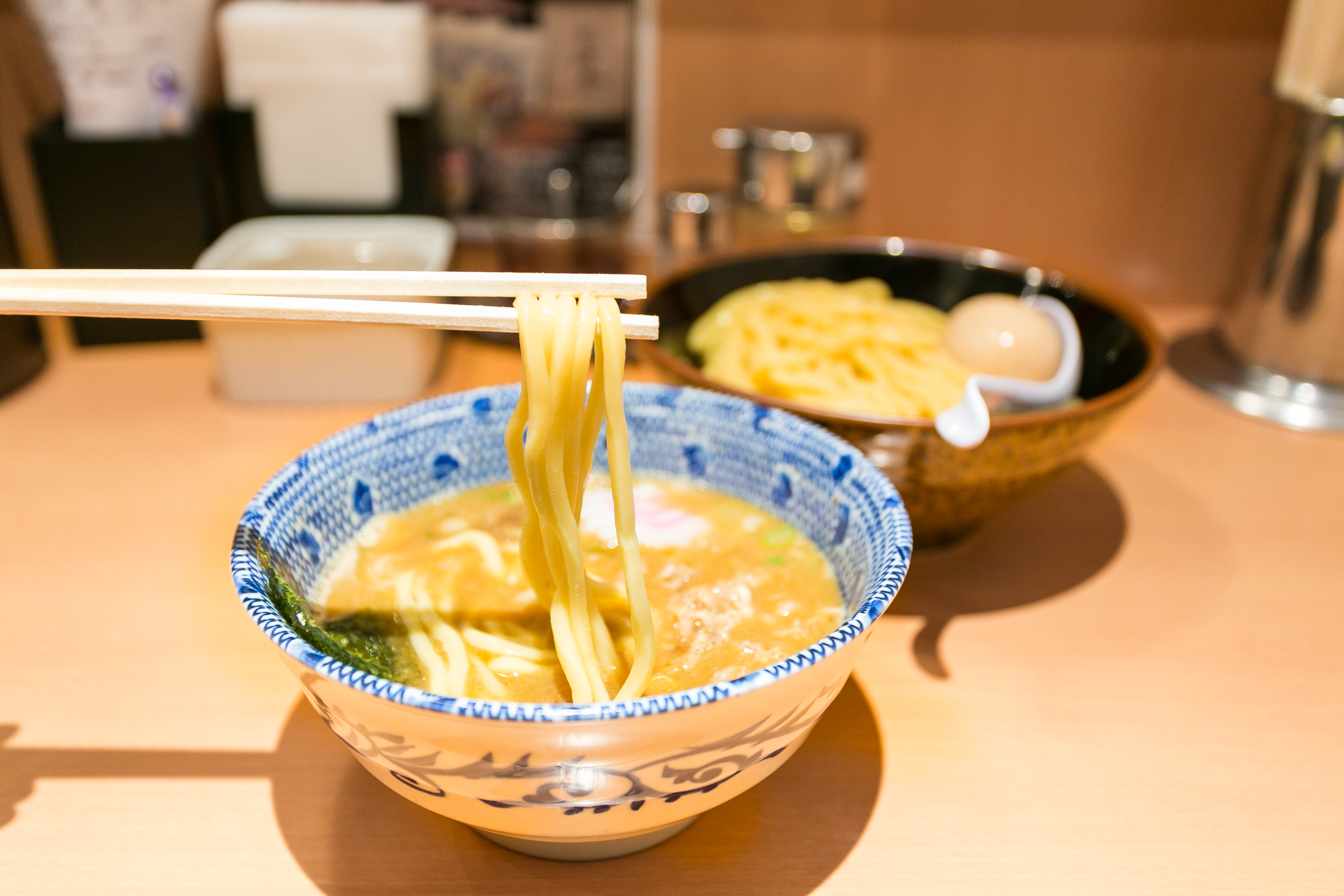
I noodle dello tsukemen che vengono inzuppati